# Magmatische Provinzen der Antarktischen Halbinsel

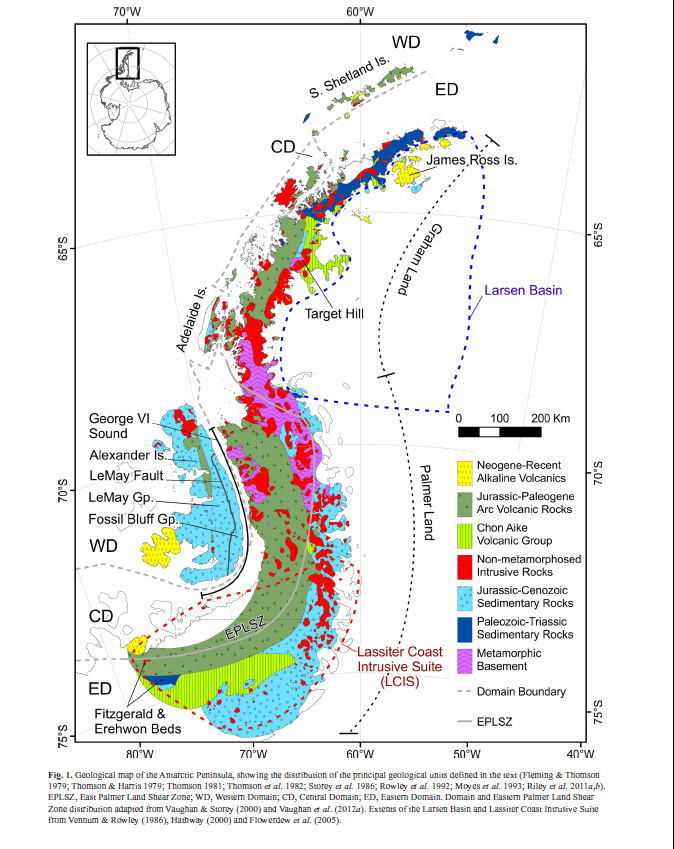
Geologische Karte der Antarktischen Halbinsel mit den magmatischen Provinzen, rot markiert

Als Magmatische Provinzen der Antarktischen Halbinsel werden die Gebiete der Antarktischen Halbinsel (AH) zusammengefasst, in denen markante, meist umfangreiche plutonische Gesteinsansammlungen vorkommen. Sie sind vertreten an östlichen und westlichen Rändern von Grahamland, in nordöstlichen, nordwestlichen Gebieten und im Süden Palmerlands sowie in vorgelagerten Inseln der AH.

## Geochronologie
Die magmatischen Gesteine der AH bilden eine ca. 1350 Kilometer (km) lange und ca. 210 km breite geologische Struktur, die im Zeitraum von ca. 276 bis 10 mya eingelagert wurde, mit einem kreidezeitlichen Aktivitätsgipfel, der bei 142 mya begann und während der späten Kreidezeit abnahm. Lücken in der intrusiven Aktivität im frühen und späten Jura bis zur frühen Kreidezeit entsprechen wahrscheinlich Episoden von Krustenkompessionen.
In einer nördlichen Zone der AH drangen die Plutone in paläozoische bis mesozoische niedriggradige metasedimentäre Gesteine ein, und in einer zentralen Zone durchschlugen sie spätproterozoische Schiefer und Ortho- und Paragneise, die zwischen der Trias und dem frühen Jura verformt wurden. In einer südlichen Zone wurden permische  Sedimentgesteine und deformierte jurassische Vulkanite und Sedimentgesteine intrudiert.

## Magmen und Mineralogien
Die plutonischen Gesteine bildeten einen Gürtel relativ gering entwickelter Erdkruste entlang des Gondwana-Kontinentalrandes. Mit wenigen Ausnahmen entstanden jurassische Plutone nur innerhalb der zentralen Zone. Viele ähneln einem S-Typ und sind daher peraluminös. Diese sind charakterisiert durch Aluminiumoxid-Anteile, die höher sind als die Kombination von Natriumoxid, Kaliumoxid und Calciumoxid. Granitoide vom S-Typ entstehen überwiegend aus Schmelzen von Sedimentgesteinen. Es wird angenommen, dass sie größtenteils aus partiellen Schmelzen von Schiefern und Gneisen aus der oberen Erdkruste sowie aus Bestandteilen mafischer Magmen entstanden.
Im Gegensatz dazu kommen Plutone der frühen Kreide entlang der gesamten Länge der Magmatischen Provinz vor. Nur wenige Magma-Zusammensetzungen scheinen von der oberen Kruste beeinflusst worden zu sein. Der Großteil ist jedoch unabhängig von der Art des Nebengesteins, in das sie eindrangen. Sie bestehen aus niedrigen Gehalten an Aluminiumoxid, calciumoxidhaltigen, siliziumübersättigten I-Typ Granitoiden und sind daher metaluminous. Diese sind charakterisiert durch Aluminiumoxid-Anteile, die niedriger sind als die Kombination von Natriumoxid, Kaliumoxid und Calciumoxid. I-Typ-Granitoide gehen aus Magmen hervor, die vorwiegend bei Ozean-Kontinent-Kollisionen entstehen. Sie werden als partielle Schmelzen basischer bis intermediärer, magmatischer, lokal granathaltiger der unteren Kruste interpretiert. Der Übergang von begrenzten Teilschmelzen der oberen Kruste in der Jurazeit zu weit verbreiteten Teilschmelzen der unteren Kruste in der frühen Kreidezeit wird als Folge einer im Laufe der Zeit zunehmenden basaltischen Intrusion in die Kruste angesehen.

## Aufschlüsse und Gesteine

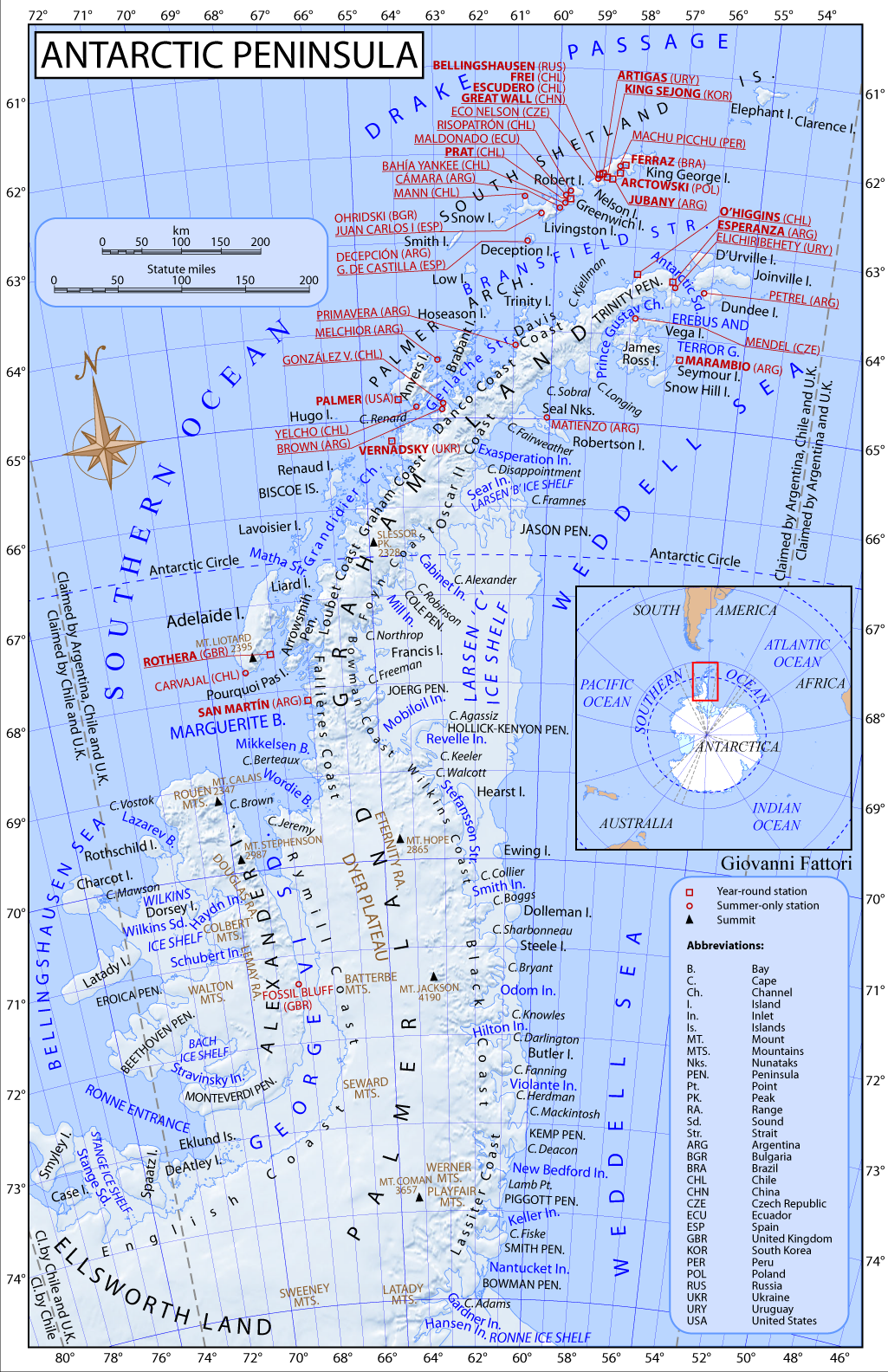
Karte der Antarktischen Halbinsel
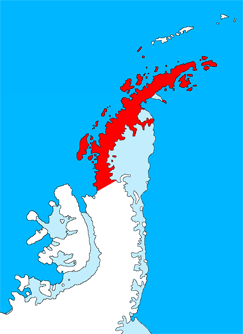
Lage vom Grahamland
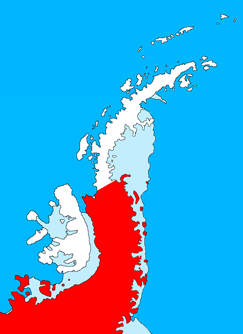
Lage vom Palmerland

- Permisch bis triassische Plutone bildeten sich in östlichen und westlichen Grahamland sowie im nordöstlichen Palmerland.

Im östlichen Grahamland am Adie Inlet wurden granitische Leukosomen aus Paragneisen auf 276 mya datiert. Am Eden-Gletscher entwickelte sich dioritischer Plutonismus um 272 mya. Zwischen 259 und 257 mya intrudierten Granodiorite und dioritische Gneise. Im westlichen Grahamland entstanden auf Horseshoe Island Orthogneise um 270 mya. Im Nordosten von Palmerland bildeten sich am Mount Charity porphyritische Granite um 267 und 259 mya. Triassischer Magmatismus entwickelte sich im Grahamland südlich vom Cabinet Inlet bis zur Joerg-Halbinsel um 236 mya. Am Kap Casey entstanden migmatische Leukosomen zwischen 224 und 209 mya. Im nordwestlichen Palmerland wurden am Mount Eissinger basale Protolithe (Ausgangsgesteine) um 228 mya partiell aufgeschmolzen (Anatexis). Im Orion-Massiv kristallisierten permische Magmen um 258 mya und triassische Granite um 233 mya. In den Sirius-Kliffs entstanden Granite um 233 mya, ebenso die benachbarten Fomalhaut-Nunatak. In den Pegasus Mountains bildeten sich Orthogneise um 228 mya.
- Unterjurassische plutonische Aufschlüsse kommen im östlichen Grahamland vor am Mapple-Gletscher, am Bildad Peak und am Eden-Gletscher vor. Im westlichen Grahamland sind sie auf Reluctant Island, am Kap Berteaux und auf Roman Four Promontory vertreten. Im östlichen Palmerland treten sie auf am Mount Sullivan, auf der Eielson-Halbinsel und am Mount Jackson. Im westlichen Palmerland kommen sie vor am Goettel Escarpment, an den Batterbee Mountains sowie in der Brennecke Formation und in der Mount Poster Formation der Chon Aike Volcanic Group. Diese Plutone bestehen aus mäßig bis stark geschichteten Granitoiden aus Tonaliten, Graniten, und Granodioriten. Sie liefern Altersangaben im Bereich von 188 bis 181 mya. Der frühjurassische Plutonismus auf der AH stellt einen Übergang zwischen subduktionsbedingtem und extensionalem Magmatismus dar[2].

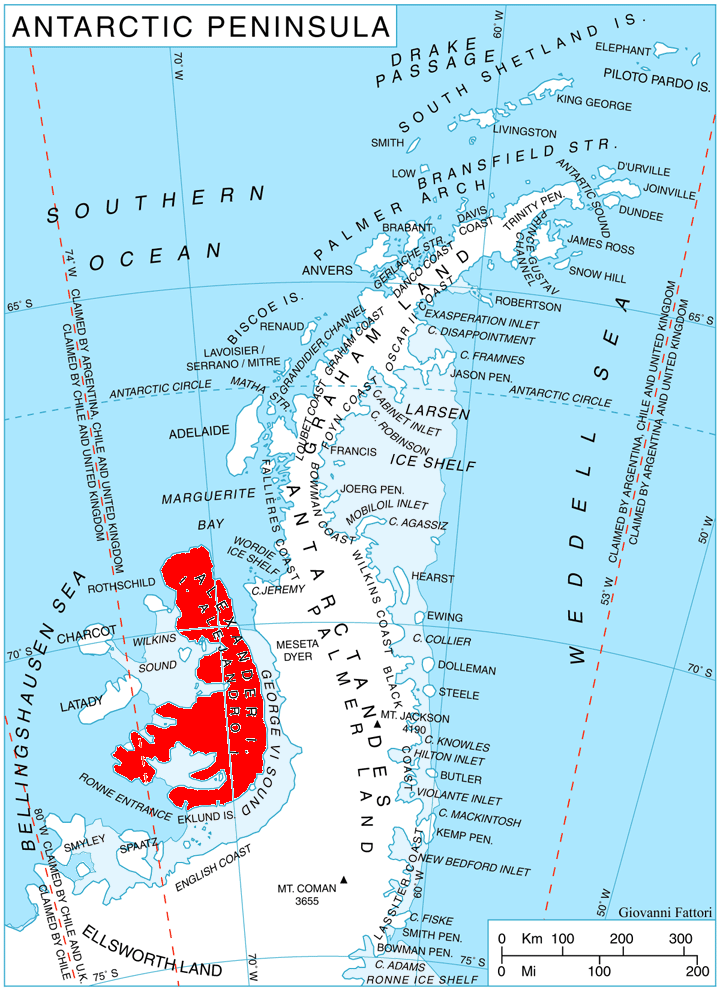
Lage der Alexander-I.-Insel
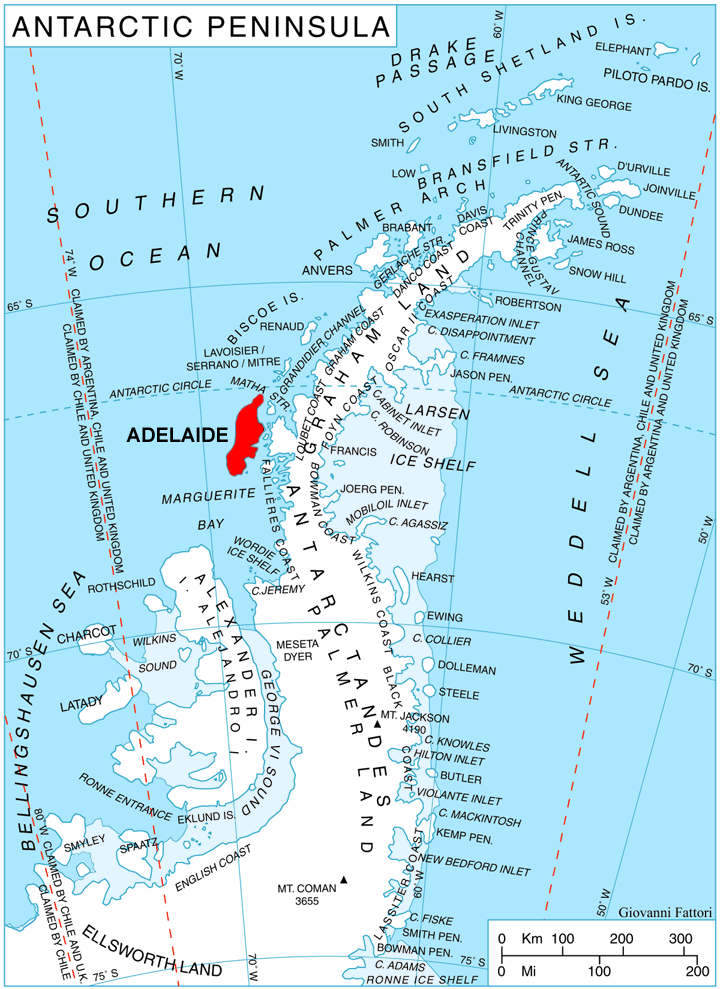
Lage der Adelaide-Insel
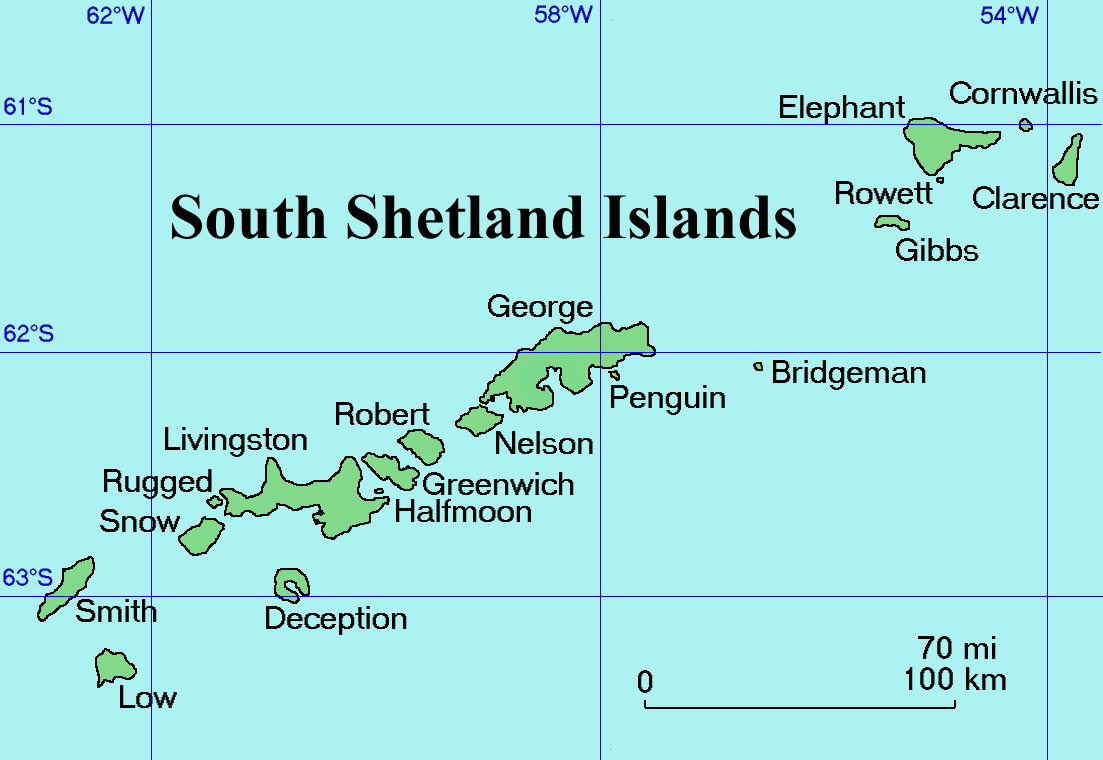
Karte der Südlichen Shetlandinseln

- Zwischen der späten Kreide und dem unteren Neogen kommen plutonische Aufschlüsse im nördlichen Grahamland vor im Bereich der Trinity-Halbinsel, am Kap Roquemaurel, am Mount Reece, am Mount Bransfield, am Blade Ridge, auf der Tabarin-Halbinsel und dem Nobby-Nunatak. Weitere Vorkommen befinden sich im östlichen Grahamland zwischen der Nordenskjöld-Küste und der Foyn-Küste sowie der Bowman-Küste. Im westlichen Grahamland sind sie vertreten an der Danco-Küste, an der Loubet-Küste, zwischen der Fallières-Küste und der Marguerite Bay, auf dem Palmer-Archipel sowie den Biscoe-Inseln. Weiterhin intrudierten Plutonite auf der Adelaide-Insel, der Alexander-I.-Insel, den Eklund-Inseln, auf der Wright-Halbinsel, auf den Rigsby-Inseln und auf den Sillard-Inseln sowie in westlichen Bereichen der Südlichen Shetlandinseln. Das Gesteinsspektrum besteht aus Gabbros, Graniten, Granodioriten und Dioriten. Sie entstammen einer Magmaquelle, die aber fraktionierten Kristallisationen unterlagen. Vergleichbar sind diese Intrusionen mit denen vom heutigen Patagonien. Sie werden daher als Andean Granit-Gabbro Intrusive Suite bezeichnet. Die Geomorphologie dieser Plutone reicht von großen Batholithen bis zu kleineren Kuppen[3][4].

- Im  südöstlichen Palmerland tritt in einem breiten Gebiet die Lassiter Coast Intrusive Suite auf.

Die Lassiter Coast Intrusive Suite entwickelte sich zwischen der Lassiter-Küste und der Black-Küste im südöstlichen Palmerland. Kleinere Intrusionen kommen auch an der Orville-Küste sowie an der gegenüber liegenden südwestlichen English-Küste vor. Diese magmatische Provinz ist charakterisiert durch die heutigen Eruptionsstöcke und Eruptionsschlote, die mit größeren plutonischen Einheiten in Verbindung stehen. Die Intrusionen drangen in die Ablagerungen der Latady Group sowie in Bereiche der Chon Aike Volcanic Group ein. Die meisten Intrusiva entstanden in einem Backarc-Becken. Jedoch traten einige während des Palmer Land Events auf. Die plutonischen Ereignisse datieren zwischen 115 und 95 mya.